# Bitva u Chotynu (1673)
Bitva u Chotynu nebo také chotynská válka byla bitvou, která se odehrála 11. listopadu 1673 a kde polsko-litevské síly pod vedením hejtmana Jana Sobieského porazily osmanské síly vedené Hüseyinem Pašou. Bitva samotná přispěla k zásadnímu obratu ve válce, když ještě o rok dříve vedla slabost Unie k podpisu nevýhodné Bučačské smlouvy, a umožnila Janu Sobieskému vyhrát nastávající královské volby (polsky: wolna elekcja) a stát se polským králem.

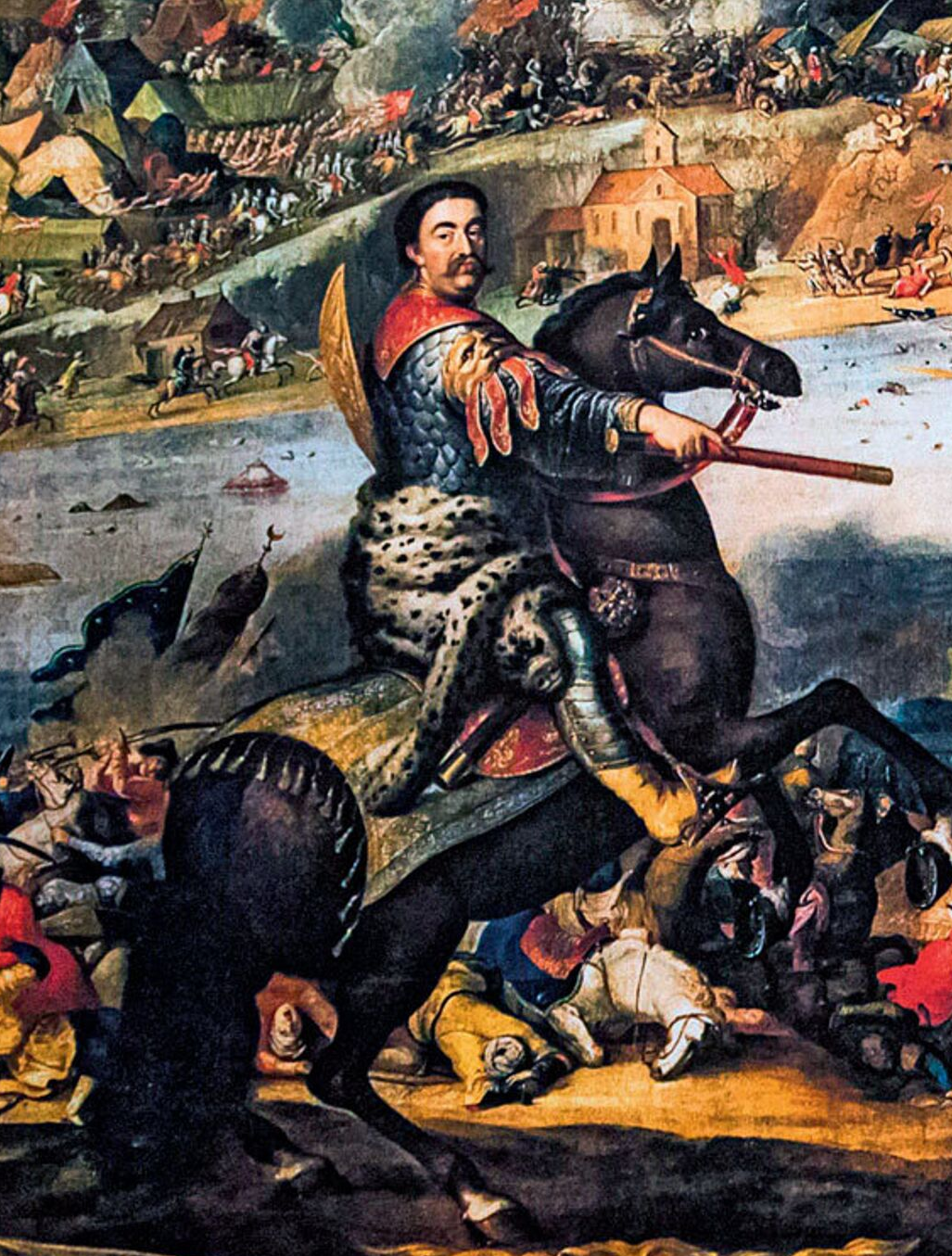
Jan Sobieski v bitvě u Chotynu roku 1673 podle Andrzeje Stecha

## Popis bitvy
Polsko-litevské síly, společně s Moldavskými a Valašskými regimenty, tvořilo 30 000 mužů. Osmané měli pod velením 35 000 mužů a 120 děl. V bitvě byly také proti Osmanům úspěšně použity rakety zhotovené Kazimierzem Siemienowiczem. Vítězství umožnilo Unii anulovat nevýhodnou Bučačskou smlouvu a připravilo scénu pro roli, kterou měl Sobieski odehrát při obléhání Vídně roku 1683.

## Název
Chotyn (česky též Chotyně, Chotim nebo Chotin) byla dobyta a držena mnoha státy, což je důvodem častých změn jejího názvu (ukrajinsky: Хотин; polsky: Chocim; rumunsky: Hotin; turecky: Hotin; rusky: Хоти́н; transliterací: Chotín).

## Následky
Osmanské síly se stáhly z Polska poté, co přišly o své zásoby a většina jejich dělostřelectva byla zajata. Sobieski se společně se šlechtou vrátil do Varšavy kvůli volbám nastanuvších z důvodu smrti krále Michała Wiśniowieckého, který zemřel 10. listopadu (den před bitvou).

## V kultuře
Bitva u Chotynu byla zachycena v podobě útoku polských husarů na konci filmu Pan Wołodyjowski režiséra Jerzyho Hoffmana, který vznikl podle knižní předlohy Henryka Sienkiewicze.